# Chionaema subalba
Chionaema subalba är en fjärilsart som beskrevs av Alfred Ernest Wileman 1910. Chionaema subalba ingår i släktet Chionaema och familjen björnspinnare. Inga underarter finns listade i Catalogue of Life.